# Димитар Кацаров (офіцер)
Димитар Ілієв Кацаров — болгарський офіцер, генерал-майор артилерії, командувач 5-го артилерійського полку під час Балканських воєн (1912—1913) і артилерійський інспектор після закінчення Першої світової війни.

## Біографія
Димитар Кацаров народився 26 жовтня 1866 року в Копрівштиці, в родині священика Ілії Кацарова і Ради Герасими. Він почав свою освіту в Копрівштицях, а після весілля своєї сестри він виїхав з молодою сім'єю в Софію, щоб вчитися в Першій чоловічій середній гімназії в Софії.
Влітку 1883 р. вступив до Військового училища в Софії, у технічний відділ (так звана межова школа), у 1884 році перейшов у середній загальний клас, потім в старший загальний і два спеціальні класи, закінчивши курс училища як старший портупей юнкер. У 1887 році він закінчуючи восьмий випуск, 27 квітня був проведений в лейтенанти і призначений у четвертий артилерійський полк.
18 травня 1890 року він був призначений старшим лейтенантом. У травні 1892 року, після проведеного конкурсу, старший лейтенант Кацаров був відправлений до Відня, щоб відвідати офіцерський курс, а влітку 1893 і 1894 років брав участь у стрільбах в артилерійській школі. 2 серпня 1894 року, після повернення з курсу у Відні, він був підвищений до капітана і командував 3-ю батарею Софійського артилерійського полку. На початку 1895 він був призначений командиром резервної батареї в Самокові. При утворенні нових батарей у полку резервна батарея перейменовуються на 6-ту батарею і капітан Кацаров залишався її командиром до 1900 року, під час якого був головою полкового суду і членом Софійського військового суду. За добру службу був нагороджений Княжецьким орденом «Святий Олександр» V ступеня.
На початку 1900 року Кацаров був призначений командиром роти і завідував майстернями у полку, де перебував на цій посаді до 1 травня 1903 року, коли він був підвищений до звання майора і призначений командиром восьмої батареї. Восени того ж року він був призначений командиром батальйону 1-ї товарно-артилерійського відділення в Берковиці. Під час служби у ньому майор Кацаров готує проект-статут дії швидкострільної зброї, який служить основою стройового статуту, виданого Артилерійською інспекцією.
У 1906 році Кацаров був переведений у 2-й артилерійський полк зі штабом у Враці, а наприкінці того ж року Кацаров був призначений підполковником і призначений командиром відділення, де служив до 1910 року. У 1911 році був призначений заступником командира полку. Влітку 1912 р. підполковник Кацаров був призначений помічником командувача 5-го артилерійського полку, а згодом командувачем 5-го нешвидкострільного артилерійського полку.

### Балканські війни (1912—1913)
Після початку Балканської війни, довірений йому полк входить до складу 4-ї піхотної преславської дивізії і бере участь в битві при Ескі Полосі (9 жовтня), при Петрі (10 жовтня), при Караагачі (16—17 жовтня), де трофеями стають 34 турецьких гармати. 18 жовтня, за пропозицією Кацарова і під його командуванням було створено загін з двох батальйонів і двох батарей, які наступають від Бунар Гісара й атакують фланги 17-го турецького корпуса, який Караагачі обходить 5-ту Дунайську піхотну дивізію. При швидкому наступі по флангах і при артилерійському вогню, 17-й турецький корпус відступає в паніці.
Пізніше Кацаров брав участь у боях під Чаталджі проти центру турецької позиції. За свої дії під час війни був нагороджений військовим орденом «За хоробрість» IV ступеня.
Під час Другої балканської війни (1913) полк, посилений одним гаубичним відділенням, однією батареєю 10,5 см і однією польською батареєю бере участь у боях при селі Равна нива. 18 травня 1913 року підвищений до полковника.
Після війни полковник Кацаров нагороджений національним орденом «За військові заслуги» III ступеня з мечами, а восени 1913 року він був призначений головою стройового відділення Артилерійської інспекції. 1 грудня 1914 був призначений командиром 4-го артилерійського полку. У тому полку, як молодший офіцер, служив брат царя Бориса III — князь Кирило Преславський.

### Перша світова війна (1915—1918)
Під час Першої
світової війни полковника Кацарова командував 1-ю артилерійською бригадою, у складі якої були 4-та артилерійський і 14-ого артилерійський полки, кожен з яких мав по 6 батарей. З довіреною йому бригадою брав участь в боях за взяття Пирота з 1-ю піхотною софійською дивізією, утримуючи проходи Власотинців і захоплюючи Лесковац, а також брав участь в боях на річці Пуста (28 по 31 жовтня 1915). Пізніше бригада була розгорнута в районі Кратово, де полковник Кацаров тяжко захворів.
У 1915 році був нагороджений орденом « Св. Олександр» III ступеню з мечами.
У серпні 1916 р. бригада полковника Кацарова була переведена на Добруджанський фронт, де 6 вересня 1916 р. бере участь у боях при Сарсанларі. Пізніше він брав участь у битві при селі Паракьой, де ворог відступив до Кубадинської позиції. Тут хвороба змушує Кацарова залишити бригаду.
Після того як одужує, начальник артилерії наказує йому створити стрілецьку артилерійську школу в Сливниці, де готували молодших офіцерів. У 1917 році був нагороджений Військовим орденом «За хоробрість» III ступеня.
У лютому 1918 року Кацаров підвищений до генерал-майора і призначений на посаду заступника начальника артилерії в діючій армії. В середині вересня, після початку бойових дій при Добре поле, генерал Кацаров відвідує батареї Першої армії, розташованої між Дойранським озером і Беласицеєю, коли командиром першої армії йому доручено затримати 1-шу бригаду Македонської дивізії, поки армія відступала до Струмиці.
Після капітуляції Болгарії і початку демобілізації армії, 12 жовтня 1918 року генерал Кацаров був призначений на найвищу артилерійську посаду — артилерійський інспектор.
1 жовтня 1919 року він звільняється за власним бажанням. Його посаду інспектора артилерії займає генерал Владимир Вазов. Після звільнення він був обраний до штабу Союзу офіцерів запасу.
Станом на 1933 рік генерал Кацаров був головою мисливської організації.

### Наукова, теоретична та перекладацька діяльність
Генерал Кацаров є автором і перекладачем ряду книжок, співпрацював з газетою «Батьківщина» і «Народна оборона», пише статті для журналів «Природа», «Середньогір'я», «Мисливець», «Мисливська освіта» і в газети «Мир» і «Світанок». Він є автором понад 50 статей з військових видань «Військовий журнал», «Військові новини» «Військовий голос» і «Військово-історичний збірник».
Генерал-майор Димитар Кацаров помер у липні 1958 року в Копрівштіці.

## Військові звання
- Лейтенант (27 квітня 1887 р.)
- Стариший лейтенант (18 травня 1890 р.)
- Капітан (2 серпня 1894 р.)
- Майор (1 травня 1903 р.)
- Підполковник (31 грудня 1906 р.)
- Полковник (18 травня 1913 р.)
- Генерал-майор (27 лютого 1918 р.)

## Нагороди
- Військовий орден «За мужність» III і IV ступеня
- Княжеський орден «Св. Олександр» III ступеня з мечами і V ступеня
- Народний орден «За військові заслуги» III ступеня з мечами
- Орден «Залізна Корона», Австро-Угорщина